# سرگئی سارگسیان (اقتصاددان)
سرگئی آرامی سارگسیان (ارمنی: Սերգեյ Արամի Սարգսյան؛  زادهٔ ۲۲ اکتبر ۱۹۲۱) اقتصاددان و مهندس اهل ارمنستان است.

## زندگی‌نامه
وی در ۲۲ اکتبر ۱۹۲۱ به دنیا آمد و از انستیتو هوانوردی مسکو (۱۹۴۹) فارغ‌التحصیل گشت. همچنین برندهٔ جوایزی همچون نشان پرچم سرخ کار، نشان ستاره سرخ و نشان برجسته افتخار شده است.